# フィーバーらんま1/2
フィーバーらんま1/2は、2011年2月にSANKYOが発売した、高橋留美子原作のらんま1/2とのタイアップ機として登場したパチンコ機のシリーズ名。
CRフィーバーらんま1/2 温泉アスレチック編 天、スペック違いのCRフィーバーらんま1/2 温泉アスレチック編 魂とCRフィーバーらんま1/2 温泉アスレチック編 魂7の3機種がある。

## 概要
液晶型のデジパチ。右打ちによる大当り&確変･時短中の高速消化を実現した機種である。水を被ると女になってしまう高校生格闘家の早乙女乱馬と、その許婚である天道あかねを軸としたドタバタ格闘ラブコメの世界観を、予告やリーチアクションで忠実に再現している。

本機最大の特徴は、大当りラウンド中に発生する「アスレチックタイム」で、様々な障害を突破する度に大当たり出玉と確変突入期待度が上昇する仕様となっている。

出玉のない確変大当たりも搭載されており、当選後は内部確変状態となる。この潜伏確変か小当たりを引くと「呪泉郷モード」に突入する。

大当たり中と電サポ中に止め打ちをすることで無駄玉の消費を抑えることと、出玉の微増を狙うことが可能である。

- 大当たり中止め打ち手順

1. 7個目がアタッカーに入賞したら打ち出しを止める（魂7の場合は5個目がアタッカーに入賞したら止める）
2. 以後、ラウンドごとに繰り返す

- 電サポ中止め打ち手順中

1. スルーに玉が通過したら3〜4発打ち出す
2. 以降、電チュー開放ごとに2発打ち出しを繰り返す

ラウンド間止めは1ラウンドあたり3個節約可能で、電サポ中止め打ちは1回転あたり1.5個増の期待値がある。

## スペック
- CRフィーバーらんま1/2 温泉アスレチック編 天[2]
  - 賞球数 3&3&10&14
  - 大当たり最高継続 16R（10カウント）
  - 大当たり確率 1/358.1
  - 確変中大当たり確率　1/35.81
  - 確変継続率　73%
  - 確変期間　次回大当たりまで
  - 時短システム　通常大当たり終了後　50or100回転
- CRフィーバーらんま1/2 温泉アスレチック編 魂
  - 賞球数 3&3&9&10
  - 大当たり最高継続 15R（8カウント）
  - 大当たり確率 1/159.8
  - 確変中大当たり確率　1/20.0
  - 確変継続率　65%
  - 確変期間　次回大当たりまで
  - 時短システム　通常大当たり終了後　50回転
- CRフィーバーらんま1/2 温泉アスレチック編 魂7
  - 賞球数 7&3&7&10
  - 大当たり最高継続 15R（8カウント）
  - 大当たり確率 1/152.8
  - 確変中大当たり確率　1/22.5
  - 確変継続率　73%
  - 確変期間　次回大当たりまで
  - 時短システム　通常大当たり終了後　50回転

## 図柄
- 1 - 響良牙
- 2 - 九能小太刀
- 3 - 天道あかね
- 4 - 九能帯刀
- 5 - シャンプー
- 6 - ムース
- 7 - 早乙女乱馬
- 8 - 久遠寺右京
- 9 - 早乙女玄馬

## 演出
五大激熱アクション
発生した時点で激熱となる本機重要アクション。大当たり時にはいずれかが発生、もしくは複合することが多い。
- 未来予想宝玉予告

変動開始時、リーチ時など様々な場面でいきなり発生する。宝玉が光って2〜3秒音が鳴るアクション。赤く光れば激熱で、追加音が鳴り虹色に発光した場合は大当たり確定となる。
- サクラ柄

予告アクション中やリーチアクション中の様々な場面で出現することがある。一度でも出現すればその時点で激熱である。
- 飛竜昇天破予告

リーチ成立後に、乱馬が飛竜昇天破を放つリーチ後予告。リーチの信頼度が大幅にアップする激熱アクションの一つである。
- パンダキセル予告

リーチ後にパンダが登場し、画面に向かってキセルを振りポーズを決めるリーチ後予告。出現した時点で大当たり信頼度が一気に高くなる激熱アクションの一つである。
通常はキセルが外れて演出は終わるが、外れずにポーズが決まれば大当たり確定となる。
- 群予告

リーチ成立後に発生する激熱アクション。乱馬（男）Ver、らんま（女）Ver、オールキャストVerの3パターン存在する。
オールキャストVerが出現したら大当たり確定である。

予告アクション
- ウィンドウステップアップ予告

最大でSTEP5まで発展し、マンガのコマ割りのようにストーリーが進んでいく予告。枠の色やパターンによって期待度が変化し、金枠でチャンスとなり、浴衣パターンは激熱である。
- 役物ステップアップ予告

液晶に「飛竜昇天波」が一文字ずつ表示され、それに連動して盤面左下に配置されている役物の文字が点灯する予告。全て点灯すればチャンスで、画面に五文字一気に表示される一斉点灯のパターンが発生すれば激熱である。
- 役物スベリ予告

バケツとやかん役物が動いて図柄をスベらせる予告。頻繁に発生し、リーチがかからないことも多い。サクラ柄の「ドガガガ」が出現すれば激熱である。
- 会話予告

キャラが会話する予告。怒り顔･赤背景･文字の色変化が発生するとチャンスアップとなる。会話が３人目まで発展すれば信頼度は高くなる。
- 図柄変身予告

停止した図柄が水をかぶり図柄が変身する予告。変身するキャラが描かれる1･5･6･7･9図柄が対象となる。発生すればチャンスアップとなる。
- 図柄停止予告

乱馬が登場して停止図柄を透かす予告で、ガセパターンもある。背負っているタンクがお湯の場合はチャンスとなる。
- ドタバタステップアップ予告

最大でSTEP5までストーリーが進んで行く予告。背景キャラが多いほどチャンスとなる。STEP5まで発展すれば期待度は大幅にアップする。
STEP3でステージに対応したキャラが登場するが、この時にキャラ紹介があると擬似連継続の可能性がある。
- ミニゲーム予告

V-コントローラーで5種類のミニゲームのいずれかに挑戦する演出。成功すれば、SPリーチやモード移行が発生する。
ミニゲームは「あかねをさがせ」「がんばれ!!ムース」「景品いただき!射的」「挑戦!! 綱渡り」「乱馬vs玄馬」のいずれかが選択される。
- トランプ対決予告

キング図柄が揃い、上からネオンの王冠が降ってくれば突入する演出。3枚のトランプから1枚を選択し、描かれているリーチアクションへと発展する。 
カードの色やキングの表情などでも期待度を示唆する。カードの色は青→赤→桜の順に信頼度が高くなっている。 
トランプに福や祝言と描かれたものが選択されれば大当たり確定となる。発展先の矛盾発生時も当確である。
- 前兆予告
  - 保留変化予告

保留入賞時に通常保留とは異なる保留が出現する先読み予告。保留変化は、黄色爆弾→赤保留→赤爆弾→1/2保留→サクラ柄保留の順に大当たり信頼度が高くなる。
プレミアムパターンとして7/7保留･メロン･「爆」爆弾･ドラムくんが出現することもあり、これらは出現した時点で大当たり確定となる。 
保留消化時に画面下に保有が落ちて出現するアイコンも様々な出現パターンがあり、期待度を示唆している。擬似連を示唆するものや激熱となるもの、当確となるものまで多彩な出現パターンが存在する。
- パンダ背景予告

変動開始時、背景にパンダが出現する保留先読み予告。連続するほど期待度がアップする。4連続した場合は大当たり確定となる。
- キャラパネル予告

パネル形式でキャラ同士が対峙する演出で、VSリーチに発展することがある予告。中数字の炎が青ければ発展確定となる。
擬似連予告に発展するパターンもあり、中数字の場所に「継続」の文字が出れば擬似連が確定となる。
- 擬似連予告

多彩な擬似連突入パターンが存在する。全部で6種類の擬似連予告があり、継続するほど信頼度は高くなり、4連まで継続すると激熱となる。5連続した場合は大当たり確定となる。
- V-コン擬似連

V-コントローラーを引いて、キャラを落とせば継続する擬似連。玄馬が落ちれば呪泉郷確定である。キャラが落ちた後にコロンが出てくれば大当たり確定のプレミアムパターンとなる。
- AT擬似連

V-コントローラーを使い、良牙が岩を壊す予告。リーチに発展せずガセで終わるパターンも存在する。
- マンガ擬似連

原作漫画とキャラが出現する予告。
- ひな子先生擬似連

八宝五円殺による予告。ガセパターンもある。
- 校長爆弾擬似連

サングラスをかけた爆弾がでてきて爆発する予告。ガセパターンもある。
- チャンス目擬似連

キャラパネル予告が発生し、擬似連が発生した場合の先読み予告。3回続けばリーチ以上が確定し、4回連続で当確となる。
- 次回予告

対応したストーリーリーチへの発展を示唆する予告。発展する2種類のストーリーリーチはいずれも大当たり信頼度の高い演出となっているので、次回予告が発生した時点で大当たり信頼度は高いものとなっている。
セピア色で次回予告が発生したらその時点で大当たり確定となる。
- 文字予告

リーチ発生時にボタンプッシュで様々な文字が出現して期待度を示唆する。どがしゃーん→どかっどかっどかっ→CRASHの順に信頼度が高くなる。出現する文字が「Good Luck for SANKYO」だった場合は大当たり確定である。
- 図柄オーラ予告

左右図柄でテンパイし、リーチがかかると発生。図柄オーラの色で期待度を示唆する。オーラの色は青→赤→金→サクラ柄の順に信頼度が高くなる。
- 背景ウステップアップ予告

リーチ時のボタンプッシュで発生。最大で4段階までステップアップし、最終段階まで発展すれば信頼度は大幅にアップする。STEP1で終わった場合は大当たり確定となる。

リーチアクション
- キャラロングリーチ

女性キャラの右京、シャンプー、小太刀、あかねの4人がそれぞれ活躍するリーチ。直当たり信頼度は低いが、ハズレ後に発展することがある。
ハズレ後のカットインで発展期待度を示唆する。白（STEP1）→赤（STEP2）→金（STEP3）の順に期待度は高くなる。
- 良牙リーチ

良牙があかねを探して彷徨うリーチ。あかねの元に辿り着き、振り向いてくれれば大当たりとなる。通常とは異なる場所の京都などに行けばチャンスアップで、沖縄･異次元に行けば当確である。
ハズレ後に発展することがあり、カットインでストーリーリーチとモード移行期待度を示唆する。カットインは3段階のステップアップ式で、3段階目まで発展したら大チャンスとなる。
- 乱馬リーチ

乱馬が飛竜昇天破で大当りを狙うリーチ。発展しにくいリーチで、熱い予告から発展すれば当たりが期待できる。
ハズレ後に発展することがあり、カットインでストーリーリーチとモード移行期待度を示唆する。白（STEP1）→赤（STEP2）→金（STEP3）の順に期待度は高くなる。
- VS玄馬リーチ

VS演出中、左に乱馬･右に玄馬が停止すると発展する。玄馬がパンダに変身すればチャンスで、他にもタイトルの文字が金色のパターンと、いろは看板の色が赤やサクラ柄が出現するチャンスアップパターンもある。
- VSシャンプーリーチ

VS演出中、左に乱馬･右にシャンプーが停止すると発展する。シャンプーが猫に変身すればチャンスで、他にもタイトルの文字が金色のパターンと、猫飯店看板の色が赤やサクラ柄が出現するチャンスアップパターンもある。
- VSあかねリーチ

VS演出中、左に乱馬･右にあかねが停止すると発展し、あかねと仲直りすれば大当たりとなる。タイトルの文字が金色のパターンと、演出中に登場する箱の色が赤やサクラ柄が出現するチャンスアップパターンがある。他のVSリーチに比べて信頼度は高めである。
- ストーリーリーチ
  - 燃えろ！八宝斎

下着を盗んで逃げる八宝斎をらんまが飛竜昇天破で倒せれば大当たりとなる。大当たり信頼度は高い激熱リーチである。
- 必殺新任教師

みんなの力を合わせて、ひな子先生を倒せば大当たりとなるストーリーリーチ。当確ではないリーチアクションの中で最も大当たり信頼度が高い激熱リーチである。
- 祝言リーチ

原作最終話のエピソードである、乱馬とあかねの祝言の様子が流れるリーチ。発展した時点で大歓喜ボーナスが確定するプレミアムアクションである。擬似連が4回続いて発生するパターン以外に様々な発展ルートが存在する。

アスレチックタイム
大当たりラウンド中の演出で、様々な障害を突破する度に大当たり出玉と確変突入期待度が上昇する。

1stチャレンジ成功で10R以上獲得が確定し、2ndチャレンジ演出に発展する。1stチャレンジ失敗で5R獲得が確定し、確変or時短のシングルレースに突入する。

2ndチャレンジ成功で確変状態のペアレース突入が確定し、2ndチャレンジ成功後にびっくりパンダ出現で最高継続ラウンド（天の場合16ラウンド）が確定し、「大歓喜ボーナス」へと昇格する。

2回のチャレンジ中はV-コントローラーを駆使してアスレチッククリアを目指すゲーム性である。

アスレチックは全5種類存在し、それぞれクリア期待度が異なる。ワニ温泉→滝温泉→アミダ館→丸太くだり→岩風呂の順にクリアしやすくなっている。

3･7図柄のいずれか揃いの大当たりの場合は大歓喜ボーナスとなり、最高継続数の大当たりとペアレース突入が確定する。

モード
- 呪泉郷モード

玄馬が呪泉郷に落ちた後、びっくりパンダ出現で移行するモード。小当たりor潜伏確変当選時に移行する専用モードである。
10回転毎に「パンダチャレンジ」が発生し、呪泉郷モードが継続すれば確変期待度がアップする。31回転以上継続して黄金の刻まで到達すれば潜伏確変確定となる。
呪泉郷モード突入時の背景色や出現キャラクターで確変期待度を示唆している。背景は青→赤→金の順に確変期待度が高くなっている。出現キャラクターは、Pちゃん→アヒル→猫→らんま（女）の順に確変期待度が高くなっている。
- モード限定予告

看板に書かれた文字で信頼度を示唆する「パンダ看板予告」、キャラが変身できれば信頼度がアップする「モーフィング予告」、ボタンプッシュで止まったパネルによって信頼度が変化する「パネル予告」、リーチ後に発生する「ドタバタ文字予告」がある。ドタバタ文字予告は、表示される文字が「ドドドド」や「CRASH」ならチャンスとなる。
- モード限定演出

宝玉をストックするほどモード継続期待度がアップする「キャラストック演出」がある。パンダの宝玉がストックできればチャンスとなる。

- シングルレース

大当たりラウンド中のアスレチックタイムで失敗した場合に突入する電サポ付きの時短モード。
内部的に確変状態の場合もあり、時短の規定回数後も電サポが継続すれば確変確定となる。
- ペアレース

大当たりラウンド中のアスレチックタイムで2回とも成功、もしくは16ラウンド大当り後に突入する電サポ付きの確変モード。
ミッションをクリアし、アスレチック発見で大当たりとなる。
- シングルレース&ペアレース中の演出

大看板が震えてチャンス到来を示唆する「大看板前兆予告」、バルーンの文字で信頼度が変化する「バルーン予告」、会話する相手&文字の色によって信頼度が変化する「会話予告」、発生するだけで激熱となる「タイトルルーレット予告」の他に「カットイン予告」もある。
カットイン予告は、シングルレース中はらんまのカットインが発生することがあり、ペアレース中は乱馬以外にチャンスアップパターンのあかねのカットインが発生することもある。
シングルレース中は、カットイン予告後にシルエットからあかねが登場すれば大当たりとなり、ペアレース中は、カットイン予告後にアスレチックが現れれば大当たりとなる。
シングルレース中は、残り回転数が10回転になったら継続演出が発生する。八宝大華輪が爆発すれば電サポ継続が確定し、最終ゲーム数を超えることができれば確変確定となる。

プレミアムアクション
出現した時点で大当たり確定、もしくは確変大当たりが確定するプレミアムアクションが多彩に存在する。
- 全回転リーチ

完全ハズレ目から発展。各キャラ群が次々に横切り図柄揃いさせるプレミアム演出。発生したら大歓喜ボーナス確定である。
- リーチハズレ後復活演出

リーチハズレ後、雲が横切って開いた瞬間に乱馬が飛竜仰天破を放ち、復活大当たりするパターンと、通常画面に戻った後に回転役物が動いて復活する2パターン存在する。当確だが確変確定ではない。
- 役物ステップアップ予告プレミアムパターン

液晶に表示される文字が飛竜昇天波ではなく、飛竜仰天破が表示されたら大当たり確定となる。
- 会話予告プレミアムパターン

のどか出現と、校長ミッション出現パターンはプレミアム演出で当確である。
- 図柄停止予告プレミアムパターン

図柄停止予告発生時に3つ揃いの状態で発生した場合はプレミアムパターンとなる。
- 大歓喜出現

ミニゲーム予告やAT擬似連、呪泉郷モード中パネル予告などの演出中に「大歓喜」が出現するとプレミアムパターンとなる。
- VSリーチプレミアムパターン

タイトルがいつもと異なると大当たり確定である。VS玄馬「父よりあなたは強かった」･VSあかね「恋は闘い」が出現するとプレミアムパターンである。
- 夢夢ちゃん

ミニゲーム予告など様々な演出中に夢夢ちゃんが登場することがある。
- クリステラフラッシュ

台枠が虹色に光り、甲高い音が鳴る。発生した時点で大当たり確定である。